# Той, хто зупинив час
Той, хто зупинив час (Suspension) — американський науково-фантастичний фільм 2007 року режисерів Алека Джолера та Ітана Шафтела. 2007 року фільм отримав нагороду «Дух незалежних» на кінофестивалі у Форт-Лодердейлі. Він отримав спеціальний прем'єрний показ на Міжнародному кінофестивалі в Седоні.

## Про фільм
Деніел втрачає дружину та сина в автокатастрофі. Повільно відновлюючись від травм, він відновлює відеокамеру свого сина, яка була знищена в аварії.
Наповнена енергетикою з моменту аварії, камера розвиває здатність зупиняти час, коли Даніель натискає кнопку паузи. Це відкриття відновлює мету Деніела, і він заповнює вакуум у своєму житті, взявши на себе відповідальність за іншу жертву — Сару, яка втратила чоловіка в тій самій аварії.
Спочатку Деніел лише спостерігає за нею, потім намагається трохи покращити її життя. Але використання його сили для «допомоги» перетворюється на залежність. І величезна сила Даніеля може зробити лише одне — зіпсувати все.

## Знімались
| Актор               | Роль   |
| ------------------- | ------ |
| Скотт Кордес        | Деніел |
| Енні Тедеско        | Сара   |
| Керолін Вінчігуерра | Клер   |